# Mico-leão-preto
O mico-leão-preto (nome científico: Leontopithecus chrysopygus) é um Macaco do Novo Mundo, da família Cebidae e subfamília Callitrichinae. É uma das duas espécies de mico-leão que ocorre no estado de São Paulo, e historicamente ocorreu em quase toda a extensão entre o rio Paranapanema e o rio Tietê, em áreas de floresta estacional semidecidual. Atualmente, encontra-se apenas em nove localidades do estado de São Paulo, sendo o Parque Estadual Morro do Diabo a única em que é possível ter uma população viável a longo prazo. Já foi considerado uma subespécie do mico-leão-dourado, mas hoje é considerado espécie plena.

## Taxonomia e Evolução
O mico-leão-preto pertence ao gênero Leontopithecus, família Cebidae e subfamília Callitrichinae. Foi descoberto por Johann Natterer, em 1822, onde hoje se encontra a Floresta Nacional de Ipanema, próximo a Sorocaba e em Vargem Grande, mas só foi formalmente descrito por Johann Christian Mikan, em 1823. O gênero Leontopithecus foi revalidado por Hershkovitz (1977), que considerou-o monotípico, sendo Leontopithecus rosalia a única espécie: o mico-leão-preto era uma subespécie (L. r. chrysopygus), junto com o mico-leão-dourado (L. r. rosalia) e mico-leão-de-cara-dourada (L. r. chrysomelas). Essa classificação foi revisada, e atualmente, é considerado, junto com as outras espécies de micos-leões, uma espécie propriamente dita.
Evidências genéticas apontam para um período muito recente de diversificação dos micos-leões, a partir de refúgios de floresta no Pleistoceno. A espécie mais aparentada ao mico-leão-preto é o mico-leão-dourado, que provavelmente compartilhou um ancestral que possuía pelagem escura.
Não foi encontrado nenhum fóssil da linhagem do mico-leão-preto.

## Distribuição geográfica e habitat
Originalmente, o mico-leão-preto era encontrado por todo do estado de São Paulo ao longo da margem direita do rio Paranapanema e da margem esquerda do rio Tietê. Coimbra-Filho (1973) cita que ele pode ter existido na bacia do rio Ivinhema, no Mato Grosso do Sul, mas essa ocorrência nunca foi confirmada.
As regiões em que habitam o mico-leão-preto estão em áreas com até 2.000 mm de precipitação anuais, sendo a estação chuvosa em janeiro, e seguindo a classificação climática de Köppen-Geiger o clima ao longo de sua distribuição é dos tipos Cfa, Cfb, Cwa e Aw. No Pontal do Paranapanema, onde ocorre a maior população vivente, o clima é mais seco. É encontrado na floresta estacional semidecidual até 300 m de altitude, principalmente em florestas ripárias e com árvores de grande porte, ocupando estratos mais altos da floresta, entre seis e dez metros de altura.
A ocorrência atual está reduzida a poucos fragmentos florestais totalizando 440 km², sendo a maior parte no Parque Estadual Morro do Diabo, em Teodoro Sampaio. Existem outras populações no município de Gália, na Estação Ecológica dos Caetetus, e em Buri. Outras unidades de conservação que ele ocorre são a Estação Ecológica Mico-Leão-Preto, localizada no Pontal do Paranapanema com cerca de 5.500 hectares, a Reserva Particular do Patrimônio Nacional (RPPN) Reserva Natural Olavo Egydio Setúbal, RPPN Mosquito, e a Estação Ecológica de Angatuba. O restante dos micos-leões-preto estão em propriedades particulares na parte oeste de sua distribuição geográfica.

## Descrição

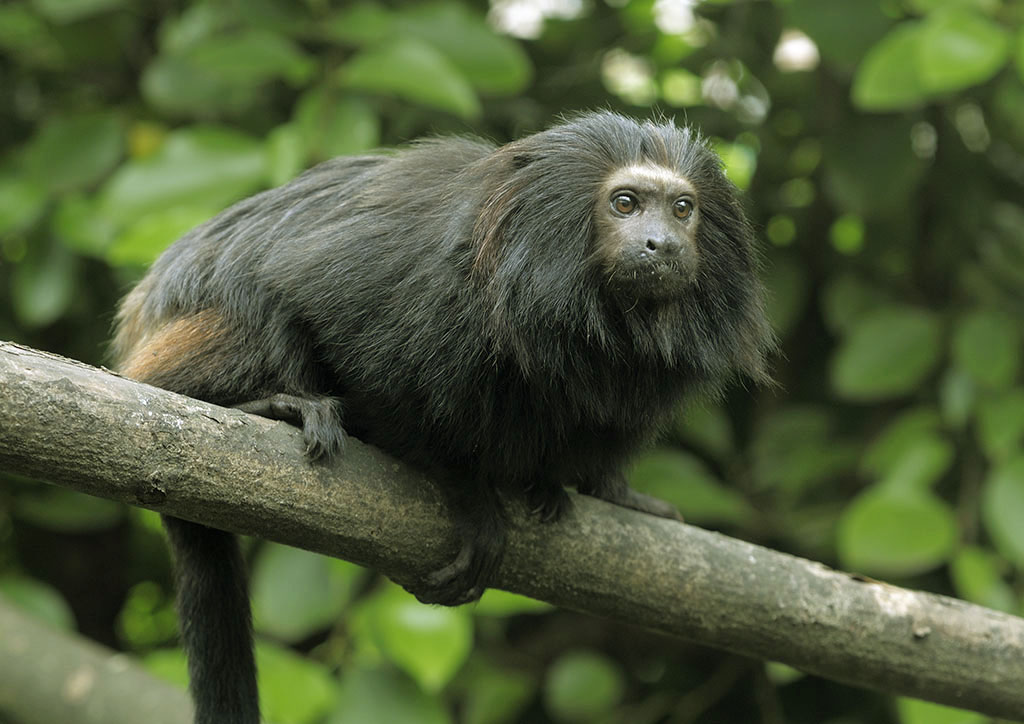
Mico-leão-preto no Zoológico de Bristol.

O mico-leão-preto é quase inteiramente coberto por uma densa pelagem negra e apenas a parte inferior do seu corpo é diferente, possuindo um marrom esverdeado. A face do L. chrysopygus não possui pêlos, assim como as mãos e os pés, que possuem um tom cinza escuro. Os membros superiores são maiores que os inferiores e a cauda não é preênsil. Todos os dedos possuem unhas em forma de foice, que são usadas para  agarrarem-se nas árvores, exceto o maior dedo que possui uma unha reta. A fórmula dental é 2/1/3/2. São animais de pequeno porte, medindo entre 20 cm a 33,5 cm, a cauda mede cerca de 31,5 cm a 40 cm e o peso varia entre 300 e 700 gramas.

## Comportamento
São animais muito sociáveis e diurnos. Convivem a maior parte do tempo com seu grupo familiar. Esses grupos familiares consistem no casal reprodutor e suas últimas duas ou três ninhadas. Depois que seus filhotes machos atingem a maturidade sexual, eles geralmente abandonam o grupo em busca de uma parceira. Frequentemente, vários grupos familiares se reúnem e formam um grande grupo de micos leões pretos, permitindo que os jovens machos e as jovens fêmeas achem um parceiro sexual para formar seu próprio grupo. Dentro de cada grupo familiar, a liderança é compartilhada entre o casal principal. O casal primário é altamente territorial e lutam contra qualquer invasor. Cada território possui uma área média de 75 a 125 acres, mas com  destruição de grande parte do seu habitat, hoje ocorre a interposição de territórios de grupos diferentes.

## Hábitos alimentares
Se alimentam principalmente de insetos e frutas. Quando são capazes, também comem pequenos animais, como aves e lagartos, ovos de pássaro e invertebrados.

## Reprodução
Na maioria dos casos estudados, são animais monógamos, mas pode ocorrer a poligamia em algumas populações. Em populações onde há mais de um macho, as fêmeas podem acasalar com vários, no intuito de confundi-los sobre a paternidade, isso faz com que vários machos achem que são os verdadeiros pais da prole, fazendo com que cuidem dos filhotes.
Os micos-leões-pretos geralmente dão à luz gêmeos, embora possam nascer trigêmeos ou até quadrigêmeos. A gestação dura de 125 a 132 dias, geralmente parem na estação chuvosa, entre setembro e março.
Ambos os sexos ajudam na criação da prole; os jovens nascem com pêlos e de olhos abertos, mas são completamente dependentes dos seus pais. Nas primeiras 2 a 3 semanas os filhotes permanecem com suas mães, depois de 3 semanas, o pai carrega o filho na maior parte do dia, entregando-o à sua mãe a cada duas horas para se alimentar. As crias desmamam depois de 2 ou 3 meses,mas não deixam o grupo até atingir a maturidade sexual, o que ocorre na idade de 16 a 24 meses.

## Conservação
O mico-leão-preto é uma espécie que corre risco de extinção, sendo classificado como "em perigo" pela União Internacional para a Conservação da Natureza e dos Recursos Naturais (IUCN), apesar de já ter sido classificado na categoria "criticamente em perigo" em listas anteriores. Existe considerável esforço em preservar a espécie, como a translocação de indivíduos e implantação de corredores ecológicos, o que justifica a atual classificação da IUCN. O Instituto Brasileiro do Meio Ambiente e dos Recursos Naturais Renováveis (IBAMA), no Brasil, classifica a espécie como "criticamente em perigo", mas a espécie é considerada como "em perigo" na lista de espécies ameaçadas do estado de São Paulo. Sua distribuição geográfica foi drasticamente reduzida por conta do desmatamento, e hoje o mico-leão-preto ocorre em apenas nove fragmentos de floresta, com a maior população ocorrendo no Parque Estadual Morro do Diabo. A população nesta unidade de conservação é de cerca de 820 indivíduos, e é a única viável a longo prazo: na Estação Ecológica dos Caetetus, a população é de cerca de 40, e os fragmentos restantes não somam mais do que 130 indivíduos, em subpopulações que não ultrapassam 20 indivíduos.  Existe projetos de reprodução em cativeiro, e por conta disso, a população cativa, que era estimada em 112 indivíduos está crescendo.
Grande parte de seu habitat foi destruído no início do século XX, e a espécie foi considerada extinta por 65 anos, até a redescoberta de uma pequena população no Parque Estadual Morro do Diabo, por Adelmar Coimbra-Filho, em 1970. A situação da espécie poderia ser menos crítica visto que na década de 1940, foi criada a Grande Reserva do Pontal do Paranapanema, o Parque Estadual Morro do Diabo e a Reserva Lagoa São Paulo, todas unidades de conservação integral que protegeriam mais de 3 000 km² de floresta na área de distribuição geográfica do mico-leão-preto: apesar disso, a região foi desmatada, restando apenas o Parque Estadual Morro do Diabo, que possui pouco menos de 350 km². Após esses grandes desmatamentos, a construção da Usina Hidrelétrica de Rosana, no rio Paranapanema, inundou áreas do parque estadual que eram habitat do mico-leão, diminuindo ainda mais a área de ocorrência. Em 1984, o Instituto de Pesquisas Ecológicas realizou os primeiros estudos da espécie e até hoje é responsável por projetos de manejo de metapopulação, implantação de corredores ecológicos e educação ambiental, na região do Pontal do Paranapanema.